# William Parr (1e markies van Northampton)

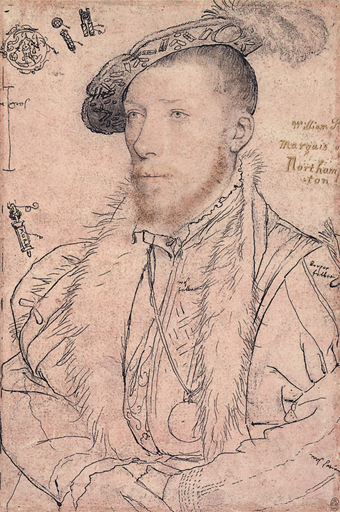
William Parr, 1e graaf van Northampton

William Parr (14 augustus 1513 – 28 oktober 1571) was een Engels politicus. Hij was een zoon van sir Thomas Parr en Maud Greene, en de broer van Catharina Parr, de zesde vrouw van Hendrik VIII.
In 1539 werd Parr beleend met de titel baron Parr of Kendal, in 1543 kwam daar de titel markies van Essex bij en in 1547 markies van Northampton bij. Na de troonsbestijging van Maria I in 1553 werden deze titels hem ontnomen, maar in 1559 werd hij in zijn titels hersteld door Elizabeth I.
Parr was drie maal gehuwd. Op 9 februari 1526 huwde hij met Anne Bourchier (1512 – 28 januari 1571), dochter van Henry Bourchier, 2e graaf van Essex. In 1543 scheidden zij. 

Voor de tweede keer trouwde hij in 1548 met Elizabeth Brooke (12 juni 1526 – Londen 2 maart 1585), dochter van George Brooke, 4e baron Cobham. 

Twee maanden voor zijn dood huwde hij met de Zweedse Helena Snakenborg (1549 – 1 april 1635).
William Parr stierf in 1571 en werd begraven in Warwick.